# مارثا فينيارد
مارثا فينيارد (بالإنجليزية: Martha's Vineyard)‏ أو ببساطة فينيارد  هي جزيرة تقع جنوبي رأس كيب كود في ولاية ماساتشوستس الأمريكية. تشتهر الجزيرة باعتبارها إقامة صيفية للأثرياء ولرؤساء الولايات المتحدة، يمكن الوصول إليها فقط عن طريق البحر أو الجو. تاريخيا كانت الجزيرة في الأصل موطنا لواحدة من أقدم المجتمعات الأمريكية المعروفة بالصم، والتي طورت لغة إشارة خاصة بها (لغة الإشارة مارثا فينيارد).
مارثا فينيارد هي الجزيرة الثامنة والخمسون من حيث المساحة في الولايات المتحدة، بمساحة تبلغ 100 ميلا مربعا (260 كيلومتر 2)، وهي أيضا ثالث أكبر جزيرة من حيث المساحة على طول الساحل الشرقي للولايات المتحدة بعد جزيرتي لونغ آيلند ومونت ديزيرت. يصل عدد السكان المقيمين بالجزيرة وفقا لإحصاء سنة 2010 إلى قرابة 16535 نسمة،  هذا العدد الذي يرتفع في الصيف ليتجاوز عتبة  100000 نسمة. حوالي 56 في المائة من منازل فينيارد البالغ عددها 14621 منزلا تكون مشغولة بشكل موسمي. ازداد عدد سكان الجزيرة على مدار السنة بشكل كبير منذ الستينيات بحوالي الثلث لكل عشر سنوات. بلغت الزيادة السكانية انطلاقا من سنة 1970 وإلى غاية 2000 حوالي 145 في المائة من العدد الكلي للسكان، بوثيرة تبلغ حوالي 3 إلى 4 في المائة سنويا. ارتفع عدد سكان فينيارد من 14901 نسمة خلال تعداد سنة 2000، إلى 15582 سنة 2004 (انتقل هذا العدد في مقاطعة دوكيس وحدها من 14987 في سنة 2000 إلى 15669 في سنة 2004). ازداد عدد سكان مقاطعة دوكيس التي تضم ست مدن في مارثا فينيارد وغوسنولد بأكثر من 10 في المائة بين عامي 2000 و2010 وفقا لبيانات التعداد التي نشرت في سنة 2011، وهو ما يعادل زيادة بحولي 1548 نسمة. الشئ الذي رفع من عدد سكان الجزيرة ككل ليبلغ 16535 نسمة.

## التاريخ

### الاستكشاف
استوطنت الجزيرة في الأصل من طرف شعب الوامبانواغ، أين اطلقوا عليها في لغتهم المحلية اسم النويب (Noepe) أو «أرض ما بين تيارات». قدر عدد الوامبانواغ بالجزيرة في سنة 1642 بحوالي ال 3000. بحلول سنة 1764، انخفض هذا العدد بنحو 90 في المائة إلى 313 فقط.
اكتسبت الجزيرة اسمها الحالي انطلاقا من جزيرة صغيرة في الجنوب كانت تحمل نفس الاسم الحالي «مارثا فينيارد»، الذي اكتسبته في وقت سابق من المستكشف الإنجليزي بارثولوميو جوسنولد، بعد أن كان قد أبحر إلى الجزيرة في سنة 1602. وبذلك يعتبر هذا كثامن أقدم اسم إنجليزي لايزال مستعملا في الولايات المتحدة. لا يعرف بالتحديد الأصل وراء إطلاق هذا الاسم على الجزيرة، ولكن يعتقد أن الجزيرة سميت باسم مارثا على اسم زوجة غوسنولد أو ابنتها، وكلاهما اسمه مرثا. تم تنصير ابنتها في كنيسة سانت جيمس (الآن كاتدرائية سانت ادموندسبوري)، في بوري سانت ادموندز، سوفولك في انكلترا ودفنت في المقبرة الكبيرة التي تقف أمام أنقاض الدير بين كنيسة سانت ماري والكاتدرائية.
كانت الجزيرة أيضا معروفة فيما مضى تحت اسم مارتن فينيارد (ربما على اسم قبطان سفينة غوسنولد، جون مارتن)؛ حيث أطلق العديد من سكان الجزيرة عليها هذا الاسم إلى غاية القرن الثامن عشر. قام مجلس الولايات المتحدة المعني بالأسماء الجغرافية بحلول أواخر القرن التاسع عشر على توحيد هجاء أسماء المناطق الجغرافية، بما في ذلك إسقاط الفواصل العلوية. وهكذا، فقد تم تسمية مارثا فينيارد (Martha's Vineyard) رسميا باسم مارثاس فينيارد (Marthas Vineyard)، لكن المجلس تراجع عن قراره بحلول أوائل القرن العشرين، مما جعل من اسم مارثا فينيارد واحدة من أسماء الأماكن الخمسة  في الولايات المتحدة التي تتوفر اليوم على فاصلة علوية.

## القرن التاسع عشر
شأنها شأن جزيرة نانتوكيت المجاورة، جلبت جزيرة مارثا فينيارد الاهتمام خلال القرن التاسع عشر بفضل صناعة صيد الحيتان، حيث ارسلت السفن عبر أرجاء العالم لاصطياد الحيتان بغرض الحصول الزيت والدهن. أدى اكتشاف النفط في ولاية بنسيلفانيا إلى توفير مصدر أرخص لوقد المصابيح ما أدى إلى انهيار شبه كامل لهذه الصناعة بحلول سنة 1870.
بعد وصول السكة الحديدية المستعمرة القديمة إلى  وودز هول في سنة 1872 بدأت الإقامات الصيفية في التطور على الجزيرة، على غرار مجمع هارثافن الذي أنشأه ويليام هارت، وفي وقت لاحق مجمع أعالي المحيط الذي شيد بالقرب من بركة سنجيكونتاكيت في إدغارتون من قبل رجل أعمال الجزيرة البارزة روبرت مارسدن ليدلاو. علي الرغم من أن الجزيرة كافحت ماليا خلال الكساد الكبير، إلا أن شهرتها كمنتجع للسياح والأثرياء استمرت في النمو. في الوقت الذي لا يزال هناك عدد كبير من السكان الأصليين من وامبانواغ يعيشون في الجزيرة، أين يتمركز معظمهم في بلده أكوينا (التي تعني «أرض تحت التل» في لغة الوامبانواغ الأصلية).
عرفت جزيرة مارثا فينيارد فيما مضى على أنها الملجا الأخير لدجاج هيث (بالإنجليزية: Heath hen)‏. لكن وبالرغم من كل الجهود التي بذلت خلال القرن التاسع عشر بغرض حماية هذا الطيور، إلا أن عددها انخفض إلى 13 فقط بحلول سنة 1927. ومن ثم هلاك آخر دجاجة هيث معروفة في الجزرة بحلول سنة 1932.

## البلدات
تنقسم جزيرة مارثا فينيارد إلى ست بلدات. تخضع كل بلدة لحكم مجلس للحكماء المنتخبين من قبل الناخبين في البلدة، إلى جانب اجتماعات البلدة السنوية والدورية. كل بلدة هي أيضا عضو في لجنة مارثا فينيارد. تتميز بعض البرامج الحكومية على الجزيرة بطابع إقليمي، على غرار نظام المدارس العامة وإدارة الطوارئ وإدارة النفايات. وفي نفس الوقت هناك طموح متزايد نحو إقليمية المزيد من البرامج الحكومية، ومن ثم إمكانية إضفاء الطابع الإقليمي على الحكومة ككل.
البلدات الست لجزيرة مارثا فينيارد هي كالآتي:
- تيسبوري.
- إدغارتاون.
- أوك بلوفس.
- ويست تيسبوري.
- تشيلمارك.
- أكوينا.

## وسائل النقل

### النقل البحري
تقع جزيرة مارثا فينيارد على بعد حوالي سبعة أميال قبالة الساحل الجنوبي لكاب كود. يتم الوصول إليها عبر الماء عن طريق العبارة التي تغادر من وودز هول والعديد من العبارات الأخرى التي تنطلق من فلموث، نيو بدفورد هيانيس، كونسيت بوينت، رود آيلاند، ومن محطة العبارات في مانهاتن. تتولى إدارة البواخر ميؤولية إدارة جميع عمليات العبارات من وإلى جزر البر الرئيسي في ماساتشوستس، فضلا عن كونها المشغل الرئيسي لخدمة العبارات على كزيرة مارثا فينيارد وجزر أخرى، فهي المشغل الوحيد لعبارات نقل المركبات إلى الجزيرة. هناك عبارات مباشرة إلى كل مكان. في هذا السياق تدير شركة سياستريك الخاصة مدينة نيويورك أيضا رحلات موسمية خلال نهايات الأسبوع إلى جزيرة فينيارد. حيث تغادر إحدى العبارات مدينة نيويورك بعد ظهر يوم الجمعة وتعود إليها ليلة الأحد.

### النقل الجوي
تقدم شركة الطيران الإقليمية كيب إير رحلات متكررة من وإلى مارثا فينيارد عبر مطار مارثا فينيارد. توفر كيب إير خدمة نقل جوي على مدار السنة لسكان الجزيرة والزوار إلى بوسطن وهيانيس ونيو بدفورد وبروفيدانس ونانتوكيت بالإضافة إلى خدمات موسمية إلى وايت بلينز في نيويورك. تقدم كيب إير أيضا خدمات جوية إضافية إلى مطار لاغوارديا، وكذلك مطاري فيلادلفيا الدولي رونالد ريغان الوطني بشكل موسمي. تقدم خطوط جيت بلو الجوية أيضا خدماتها للمسافرين مابين الجزيرة ومطار جون إف كينيدي الدولي في نيويورك.
تتوفر الجزيرة أيضا على مطارا آخر يدعى مطار كاتاما يقع بالقرب من الشاطئ الجنوبي للجريرة تملكه بلدة إدغارتون، 
يتميز بمدارج هبوط عشبية تحظى بشعبية كبيرة من لدن الطيارين الخواص.

### النقل الجماعي
توفر هيئة مارثا فينيارد للنقل التابعة للجزيرة خدمة تنقل للسكان والزوار بواسطة الحافلات على مدار السنة.

## روابط خارجية
- الموقع الرسمي